# 平尾仁
平尾 仁（ひらお じん、1957年4月17日 - ）は、日本の男性俳優、声優。東京都出身。劇団青年座所属。身長173cm。体重70kg。

## 来歴・人物
本名は平尾 仁（ひらお ひとし）。平尾 仁彰（ひらお じんしょう）の芸名で活動していたこともあった。
早稲田実業学校高等部を卒業後、青年座研究所へ2期生として入所。卒業後の1978年4月1日に劇団青年座に入団。
初舞台は『謀殺』。
特技は歌、水泳、バレーボール。趣味はガーデニング、写真。

## 出演

### テレビドラマ
- 大河ドラマ（NHK）
  - 獅子の時代（1980年） - 囚人 役
  - 峠の群像（1982年） - 塩商人 役
- おれたち夏希と甲子園（1982年、NHK総合） - 川村誠 役
- 勝手にカミタマン 第23話「届け!モスガの愛の歌」（1985年、フジテレビ）
- 泣いてたまるか（1986年、TBS）
- はぐれ刑事純情派（テレビ朝日）
  - （1988年）
  - （1999年） ‐ 山岸孝典 役
- バツイチ駆け込み尼寺探偵局（1989年、テレビ朝日）
- 地方記者・立花陽介（1993年、日本テレビ）
- 新宿鮫（1995年、BS2）
- 新・天までとどけ（1995年、TBS）
- 大地の子（1995年、NHK総合）
- 3年B組金八先生（1999年、TBS） - 町の警官 役
- 暴れん坊将軍（テレビ朝日）
  - 暴れん坊将軍IX（1999年、テレビ朝日） - 大町 役
  - 暴れん坊将軍X（2000年、テレビ朝日） - 杉本周作 役
- 相棒（テレビ朝日）
  - season6（2008年） - 刑務官 役
  - season9（2010年） - 南栄治 役
  - season19 第12話 -（2021年）
- 婚カツ!（2009年、フジテレビ） - 土橋 役
- おんな風来マジシャン マリコの殺人事件簿（TBS）
- 魔術はささやく（2011年、フジテレビ）
- 仮面ライダードライブ（2015年、テレビ朝日） - 藤木巌 役[4]
- 刑事7人（テレビ朝日）
  - SEASON2（2016年）
  - SEASON9 第7話（2023年7月19日） - 高校教師 役
- 行列の女神〜らーめん才遊記〜 第5話（2020年、テレビ東京）
- 恋する母たち 第1話（2020年10月23日、TBS） - 警察署員 役
- 特捜9 season7 第1話（2024年4月3日、テレビ朝日）
- 日本一の最低男 ※私の家族はニセモノだった 第9話（2025年3月6日、フジテレビ） - 銭湯の常連客 役[5]

### 映画
- 地雷を踏んだらサヨウナラ（1999年）
- 郡上一揆（2000年）
- 釣りバカ日誌13 ハマちゃん危機一髪!（2002年）

### テレビアニメ
1985年
- ダーティペア（大男、サンダ）
- 野生のさけび

1994年
- 七つの海のティコ（ラッセル）

1995年
- スレイヤーズ（1995年 - 1997年、店主、店のおやじ） - 2シリーズ
- ロミオの青い空（パン屋の親方）

1996年
- フォーチュン・クエストL（トラップの父）
- 名犬ラッシー（ライス）
- 名探偵コナン（1996年 - 2001年、四井会長、岡野、山本、宿の主人、男、タクシー運転手、亀田照吉、藤沢文雄、男C）

1998年
- カウボーイビバップ（アントニオ、おやじ）
- 超魔神英雄伝ワタル（フンゾー）
- デビルマンレディー（運転手）
- ロスト・ユニバース（重役C）

1999年
- 週刊ストーリーランド（1999年 - 2001年、男B、運転手、審査員3、町人3）
- 天使になるもんっ!（レストランロボ1号）

2000年
- 激動!歴史を変える男たち〜アニメ静岡県史〜（清水次郎長）
- ファーブル先生は名探偵（ドロン館長）
- ブギーポップは笑わない Boogiepop Phantom（上司）

2004年
- RAGNAROK THE ANIMATION（バリオジュナ）

2005年
- SoltyRei（デイル・ボイド）

2006年
- ケモノヅメ（掃除屋、OBメンバー、鬼封剣ベテランA）

2007年
- Devil May Cry（ガンスミス）

2011年
- ブレイド（ダニエル）

### 劇場アニメ
- 名探偵コナン 時計じかけの摩天楼（1997年）
- カウボーイビバップ 天国の扉（2001年、アントニオ）

### Webアニメ
- i-wish you were here-（2001年、黒澤）

### 吹き替え

#### 映画
- アルマゲドン ※日本テレビ版
- ヴェロシティ・ラン（レイ）
- オリバー・ツイスト
- キンダガートン・コップ ※テレビ朝日版
- ダークマン ※テレビ朝日版
- 月のひつじ
- ロード・オブ・ザ・リング（ラーツ）

#### ドラマ
- アリー my Love
- ER緊急救命室
  - シーズン10 #5（ヤーマン〈リチャード・ブレーム〉）
  - シーズン12 #11（ラムジー〈ジョン・ポージー〉）
  - シーズン14（エバレット・ダニエルズ〈ロバート・ゴセット〉）
- フェニックスと魔法のじゅうたん

#### アニメ
- タンタンの冒険

### CM
- 伊藤園「緑茶習慣」
- キリンビール
- グリコ
- タウンページ
- NEC

### 舞台
- かくれんぼ
- 火星からの贈り物
- カルメン
- 写楽考
- 審判
- どん底
- バーバパパ
- 評決－昭和三年の陪審裁判（若松）
- 深川安楽亭（岡島）
- ブルーストッキングの女たち
- ムーランルージュ
- 夢・桃中軒牛右衛門の（警察署長）
- 罠